# ショックで直せ
『ショックで直せ』（Nit-witty Kitty、1951年10月6日）は、「トムとジェリー」の作品の一つ。日本においては現在パブリックドメインとなっている。

## スタッフ
- 監督 - ウィリアム・ハンナ、ジョセフ・バーベラ
- 製作 - フレッド・クインビー
- 作画 - ケネス・ミューズ、エド・バージ、レイ・パターソン、アーヴン・スペンス
- 音楽 - スコット・ブラッドリー

## 作品内容
台所でジェリーを追い回すトムとお手伝いさん。お手伝いさんは悲鳴を上げながらも、箒でジェリーをぶちのめそうとするが手元が狂い、トムの方に強烈な一撃を食らわせてしまった。打たれたトムは一瞬硬直したかと思いきや激しい状態変化を繰り返し、最終的に2本の前歯を突き出した「ネズミ」のような容姿に変わってしまった。
「トム！お前どうしたんだい？気味悪い演技はおよし！」。いぶかるお手伝いさんの前でネズミ仕草をするトムはケタケタ笑い、恐れて椅子の上に逃れた彼女をガタガタ揺さぶって突き倒す。そして嫌いなはずのチーズを美味そうに貪り食う。まるでいつものジェリーのように。その挙句、傍観していたジェリーにも奇妙な親密を示し、ジェリーの巣穴に無理やりもぐり込み、彼のベッドを占領してさも気持ちよさそうに眠るのだった。
動物病院にあわてて電話するお手伝いさん。医師の話によれば、殴られたショックによる記憶喪失（作中では健忘症(アムネジア)と混同している）が原因らしい。飼い猫がよりによって大嫌いなネズミと化しすっかり萎縮したお手伝いさんからはいつもの威厳もなく、またもトムに振り回されてしまう。
トムの巨大ネズミ化は、家を占領されたジェリーにとっても大問題だった。自分を襲わないのはありがたいとしてもこんなトムはトムではない。何とか元に戻してやろうと医学書を読み漁ったところ、「一般的な記憶喪失は、頭に強いショックを与えると治ることがある」とのこと。そこで物陰からバットで殴ろうとするが、ネズミ化トムは異様に運と勘が良く、ことごとくかわされてしまう。それ以降も家中にさまざまな罠を仕掛けるが、一度はうまく頭を打ちつけたと思えば二度も強打したことで再び記憶喪失、以降はまるで引っかからない始末。
「ネズミ生活」を謳歌するトムは、再びジェリーに気安くチーズを分けてやる。ウンザリしたジェリーは受け取る気にもならず放り投げる。と、そのチーズのかけらが壁の上に飾られた皿を転がし、落ちた皿は箒を倒し、箒が引っかかったアイロン台が倒れて…。偶然が偶然を呼びついに頭を強打したトム。頭にコブを作りながらも、いつもの精悍な表情へと変貌していく。失われていたネコとしての記憶が戻ったのだ。頭のコブがジェリーの仕業と直感して追い回すトム。いつものトムに戻り歓喜するジェリーは巣穴に逃げ込みながら彼に熱いキスをする。
安心しきった表情で昼寝にかかろうとしたその時。トムの背後からはバットを持ったお手伝いさんの姿が。「頭を強く打つと記憶が戻るそうね…」などと言いつつ、バットを振りかざすのだった。
またもや「大ネズミ」に家とベッドを乗っ取られ、どうしようもなく不貞腐れるジェリーだった。

## 登場キャラクター
トム
お手伝いさんに箒で殴られネコとしての記憶を失ってしまう。ネズミのような言動を取り始め、嫌いなチーズをかじったりジェリーにも人懐っこく寄り添うなどしジェリーを困らせるが、巡り合わせにより頭を打ったことで記憶を呼び覚ます。しかし直後、記憶が戻ったことを知らずにいたお手伝いさんに殴られ再びネズミ化してしまった。
ジェリー
ネズミのように奇妙な言動を取るトムに家を占領されてしまったため、元に戻すべく様々なショック療法を仕掛けるが失敗続き。最後は運良く記憶喪失が治ったトムに大喜びするが、再び頭を打ちつけられ記憶を失ったトムに自身のベッドを再び乗っ取られた。
お手伝いさん
ジェリーを退治すべく振るった箒がトムに当たり、記憶喪失にさせてしまう。ネズミ嫌いな性分もありトムに怯えきってしまうが、ラストでショック療法を試そうとトムをぶん殴る。ところがトムは既に記憶が戻っていたため、再びネズミ化させる結果となってしまった。

## 備考
- 日本での初回放送時の版では、記憶喪失でネズミ化したトムに対してお手伝いさんが「あんたはもうクルクルパーなのよ！」と怒鳴りつけているが、再放送ソースではその台詞はカットされ、無声になっている。1966年にCBSで放送されたバージョンでは、お手伝いさんが白人に書き換えられている。